# Rudolf Brummer
Rudolf Brummer (Radebeul, Saxònia, 23 d'abril de 1907 - Múnic, 1 d'octubre de 1990) fou un filòleg i lul·lista alemany.
Brummer va estudiar a les universitats de Leipzig, París i Breslau i es va doctorar el 1932 a Breslau amb una tesi feta sota la direcció de Fritz Neubert; presentà la tesi d'habilitació el 1943 a la mateixa universitat. Fou professor a la Universitat de Rostock de 1946 a 1958, a la Freie Universität Berlin de 1958 a 1959 i, després de sortir il·legalment de la RDA, a la Universitat de Magúncia de 1959 a 1972, on destacà com a especialista en Ramon Llull i Sèneca. Fou director de l'Auslands und Dolmetscherinstitut de Germersheim i publicà articles a les revistes Randa i Estudis Romànics. Una beca de recerca de la Deutscher Katalanistenverband rep el seu nom.

## Obres
- Grundzüge einer Bibliographie für das Studium der französischen Philologie, 3a ed., Berlín 1948
- (Ed.) Romanica. Festschrift Prof. Dr. Fritz Neubert, Berlin, zum 60. Geburtstag am 2. Juli 1946, Berlin 1948
- Ramon Llull. Eine Literaturstudie, in: Zeitschrift für romanische Philologie 84, 1968, p. 340-379
- Katalanische Sprache und Literatur. Ein Abriss (1975)
- Bibliographia Lulliana. Ramon-Llull-Schrifttum 1870-1973 Hildesheim 1976; publicat en català a Palma el 1991
- Studien zur französischen Aufklärungsliteratur im Anschluss an J.-A. Naigeon. (Sprache und Kultur der germanisch-romanischen Völker 11) Priebatsch, Breslau (1932)